# Comuna Havrîlivka, Vîșhorod
Havrîlivka (în ucraineană Гаврилівка) este o comună în raionul Vîșhorod, regiunea Kiev, Ucraina, formată din satele Havrîlivka (reședința) și Tarasivșciîna.

## Demografie
Componența lingvistică a comunei Havrîlivka
     Ucraineană (95,42%)
     Rusă (4,11%)
     Alte limbi (0,38%)
Conform recensământului din 2001, majoritatea populației comunei Havrîlivka era vorbitoare de ucraineană (95,42%), existând în minoritate și vorbitori de rusă (4,11%).